# Silent Hill 4: The Room
Silent Hill 4: The Room ist ein Survival-Horror-Spiel, das von Konami Computer Entertainment Tokyo entwickelt und von Konami veröffentlicht wurde. Es ist ein Nachfolger zum Silent Hill 3.

## Handlung
Henry Townshend leidet unter Albträumen. Seit fünf Tagen träumt er jede Nacht denselben Traum, in seinem Apartment in South Ashfield eingeschlossen zu sein. Beim Aufwachen stellt sich dieser Albtraum eines Tages jedoch als Realität heraus, da seine Wohnungstür von innen mit Schlössern und Ketten verriegelt ist und eine fremde Person ebenfalls von innen „Geh nicht raus! Walter!“ an seine Wohnungstür geschrieben hat. Fernseher und Radio sind tot, die Fenster lassen sich nicht öffnen, Henrys Klopfen und seine Rufe hört niemand. Die Blicke aus dem Türspion sowie aus seinen Fenstern bestätigen Henry, dass das Leben um sein Apartment herum nach wie vor seinen gewohnten Lauf nimmt. Schließlich findet Henry durch ein Loch in der Wand seines Badezimmers einen Weg aus seiner Wohnung. Doch jenseits des Loches erwartet ihn keinesfalls die Außenwelt, sondern abscheuliche Albtraumwelten, in denen er bloß zuschauen kann, wie der Schrecken seinen Lauf nimmt.

## Spielprinzip
Insgesamt unterscheidet sich Silent Hill 4 stark durch Handlung, Spielmechanik und Szenarien von den Vorgängern. Zu den Unterschieden zählt unter anderem, dass die Handlung nicht im altbekannten Silent Hill stattfindet, sondern der Protagonist immer wieder die Möglichkeit hat, in seine Wohnung zurückzukehren und dass es keine Silent-Hill-typische Traumwelt gibt (die Betonung liege hier auf 'typisch', da eine Parallelwelt als solche vorhanden ist). Der Horror geht bei diesem Teil der Serie weniger von visuellen Effekten aus, sondern setzt eher auf psychologische Ängste und kafkaeske Szenarien. Jede Welt muss in leicht abgeänderter Form zweimal durchlaufen werden. Zur Enttäuschung einiger Fans sind bekannte Angstmacher, die die Serie auszeichneten (zum Beispiel die Taschenlampe oder das Radio), weggelassen worden.

## Produktion

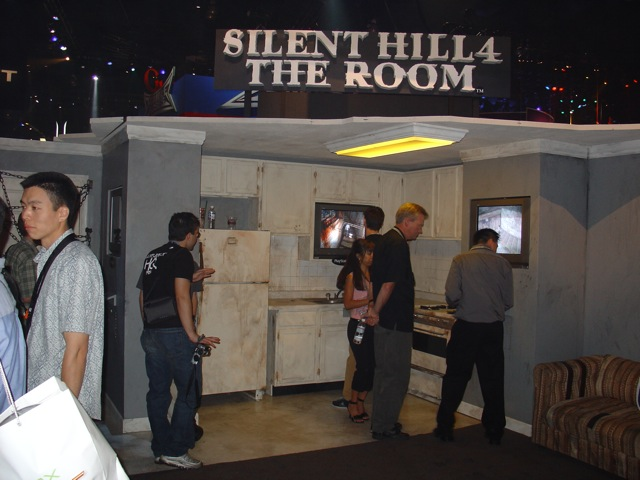
Silent-Hill-4-Stand auf der E3 2004

Die Entwicklung von Silent Hill 4 begann bereits kurz nach dem Release von Silent Hill 2 und parallel zum dritten Teil. Es war ursprünglich als eigenständiges Spiel unter dem Arbeitstitel Room 302 geplant und wurde später in die Silent-Hill-Serie übernommen. Durch diesen Schritt enthält Silent Hill 4 die vielen Spielelemente, die für die bisherigen Teile untypisch waren.

## Rezeption
Laut Metacritic hat eine durchschnittliche Punktzahl von 76 von 100 sowohl für die PS2- als auch für die Xbox-Version, was eine "positive Bewertung" ist. Das Videospielmagazin „Game Informer“ lobte „Silent Hill 4: The Room“ und erklärte, dass die bizarren Kameraperspektiven und die außergewöhnlich gut platzierte Spannung das sind, was die Serie versucht hat  die ganze Zeit machen, aber The Room ist der erste Eintrag, der es richtig macht". Die Handlung des Spiels wurde von den Rezensenten allgemein gut aufgenommen. Im Gegensatz dazu war Douglass C. Perry von IGN der Meinung, dass die Vertrautheit der Geschichte im Vergleich zu den anderen Handlungssträngen von „Silent Hill“ die Horrorattraktivität beeinträchtigte, obwohl er sich mehr um die Charaktere kümmerte als in früheren Spielen.